# ミスタラ
ミスタラ(Mystara)は、ダンジョンズ&ドラゴンズ・ファンタジー・ロールプレイングゲーム用のキャンペーンセッティングである。元々の創作者からは商品展開を公式に中止されてはいるが、多くの愛好者たちが共同でこのファンタジー設定の作成と発展を継続し、その集団開発の趣旨を継続している。

## 展開
それは初期の冒険モジュール群で使用された半ば標準的な設定であるノウン・ワールド（既知世界、Known world）を起源とし、最初はX1モジュール（The Isle of Dread）に記載されたが、次第に様々なモジュールやサプリメント（特にガゼッタ・シリーズ）等で拡張された。
ミスタラは、当時のダンジョンズ&ドラゴンズで支持されていたファンタジー世界に存在する、異なった文化と国々を開発する任務に割り当てられた別々の筆者達のチームによる、幾つかの準独立した企画として始まった。彼らの成果は、ファンタジー世界ミスタラを形作るために集められ編集され、融合され、結合された。
D&Dガゼッタ・シリーズはこのゲームのノウン・ワールド設定を詳細に述べている。各々のガゼッタは1つの国か帝国を扱っており、3つの基本要素を持つ：文化と地理的背景、特色、冒険である。文化と地理的キャンペーン背景節は、各国家の要約された歴史と年表を提示する。基本的な地勢、気候、自然環境、その領域の基本的な社会、ノウン・ワールド的、政治的な概念などである。各ガゼッタはまた、そのキャンペーンセッティングにふさわしいシナリオ案の目録を提示している。

## 惑星ミスタラ
ミスタラの外地表は3つの主要な大陸で構成されている：ブラン大陸、スコター大陸、ダヴァニア大陸であり、加えてアルファティア島大陸（AC 1010まで）が存在する。公式に発行された資料においては、ノウン・ワールドはブラン大陸東部と払暁海の陸地地域に集中している。ミスタラの大陸は、およそ1億3,500万年前の地球のそれになぞらえられている。
ミスタラに居住する生物は多様である：例えばエルフ、ドワーフ、ハーフリング、オーク、ドラゴンのような無数の生物に加え、あらゆる人種の人間を見ることができる。 
ミスタラの注目に値する国々としてはジアティス帝国、カラメイコス大公国、グラントリ公国連合、商人によって運営されているダロキン共和国、イラルアム首長国連邦、ドワーフの国家であるロックホーム、エルフのアルフハイム王国、ハーフリングの地であるファイブ・シャイアズ、混沌としたアルファティア帝国が挙げられる。

### ブラン大陸
ミスタラの外地表で一般によく知られている地域は、実際にはブラン大陸のごくわずかな部分のみである。公式に出版された資料では、ノウン・ワールドはブラン大陸東部と、払暁海の陸地地域に集中している。
ノウン・ワールド
ノウン・ワールドは、我々の地球での15世紀頃のヨーロッパに似た文化、技術発展段階を持つが、火薬は存在しない。ノウン・ワールドの国々には非常に多くの種類の政治体制が見られる。幾つかの国々は完全にデミヒューマンやヒューマノイドによって人口が占められている。一般的な慣習では、「ノウン・ワールド」の区域は、当初X1モジュール（The Isle of Dread）で公開された地図、加えてノルウォルド、払暁島、（「Wrath of the Immortals」以前の）アルファティアが含まれるものとされる。
名前に暗示されているように、「ノウン・ワールド」はミスタラにおける最も注目に値する国々を含んでおり、それらはミスタラでのキャンペーンで非常によく使用されており、小説の舞台ともなっている（公式に発行された「正典」やファンによるものの両方で）。ジアティス帝国はビザンティン帝国になぞらえられる。カラメイコス大公国（多くのクラシックD&Dの冒険における既定設定であるスレッシュホールドの町が含まれる）は、中世の南東ヨーロッパになぞらえられる。グラントリ公国連合は、中世の西ヨーロッパに類似しており魔公子たちによって統治されている。エゼンガール汗国はモンゴルに似た社会である。商人によって運営されているダロキン共和国は、やや大まかに中世イタリアの重商主義の国々を手本としている。イラルアム首長国連邦は、アラビアの風味を添える。ヘルダン領は、イモータルのワーニャを信仰する神聖な騎士たちの教団によって統治されており、チュートン騎士団に類似している。アトルアジン氏族連合は、ネイティブ・アメリカンの雰囲気を有する。シンドの国はムガル帝国時代のインドを手本としている。北方地域のオストランド王国、ヴェストランド、ソダーフィヨルド首長国は、歴史上の様々な時代におけるスカンジナビアの王国に基づいている。ドワーフの国ロックホーム、エルフのアルフハイム王国、ハーフリングの地ファイブ・シャイアズ、秘術魔法使いとその他の術者達によって統治されるアルファティア帝国。
「ノウン・ワールド」より北西はるか、大荒野の向こう側に、｢マスター｣としても知られるホーサダスに統治される得体の知れない国、ヒュール神聖国が存在する。ノウン・ワールドの外周部にはウェンダー王国、デナゴス王国もまた存在し、前者はエルフの統治する国であり、後者は山がちで暗い邪悪な国で、ウェンダーに対し邪悪な意図を向けている。アドリ・ヴァルマーはシンド、ウェンダー、大荒野、ブラック山脈の間にあり、グラントリの北の国境をなし、この地域の北西の極限を明確にしている。
サベージ・コースト
ミスタラにはサベージ・コーストが含まれる。それはブラン大陸南中央部、ヒュールから南と西の海岸地域である。ミスタラのこの地域は、（架空の）金属シナブリルを身に付けていない限り最終的には住民に突然変異を起こして殺す、レッドカースという邪悪な魔法に冒されている。この地域は「レッド・スティール」と名付けられたボックスセットが出版され、後に「サベージ・コースト」としてオンラインで再配布された。その冒険とスリルに満ちた趣は｢ノウン・ワールド｣とは異なり、ノウン・ワールドのファンタジー的中世／ルネッサンスの雰囲気よりも、大航海時代のそれに近い。サベージコーストには火薬（「煙硝」）武器が備わっている。
「レッドカース」の詳細は肉体の損傷、肉体と精神の極端な減衰が惹起され、また呪いのある地域を離れると衰弱する効果があるため、サベージ・コーストの住人はその地域に留まる傾向がある。

### ダヴァニア大陸
ノウン・ワールドの文明のほとんどが歴史的には惑星のこの部分で興ったにもかかわらず、ミスタラの製品ラインがまだ稼働している間にもこの地域はほとんど展開されなかった。この大陸の唯一の重要な状況は、ドラゴン誌において、ノウン・ワールドのプロダクトマネージャーであるブルース・ハードによるVoyage of the Princess Arkシリーズを通じて概略が述べられたことである。
近年、多くのミスタラの愛好者が、愛好者製作のダヴァニアに関する資料に注目している。

### スコター大陸
ミスタラのこの部分には、公式の展開はほとんどなかった。ミスタラの製品ラインが中止されて以来ずっと、愛好者たちはミスタラのこの部分の彼ら自身による資料を製作し続けている。

## ホロウ・ワールド
ミスタラは空洞な惑星である。内部の地表は居住可能であり、ホロウ・ワールドと呼ばれる。この世界はミスタラの中心にある永遠の赤い太陽によって照らされ、外世界で絶滅した社会を保存する「文化博物館」の機能を果たしている。ホロウ・ワールドの存在を外世界の住人は（一般に）知らない。両極は巨大な、微妙に湾曲した穴が開いており、外世界と内世界間の通行が可能だが、激しい寒気、光の欠如、暴風とアンチマジック地域のせいで、長く厳しい旅となる。穴の湾曲は非常に微妙であるため、どちらの表面からの探検者でもそれに成功するまで表裏の移行に気付かず、多くの者に非常な驚きをもたらす。

## 2つの月
2つの月がこの惑星の衛星軌道を巡っている。マテラは地球の月に似ており、この月の満ち欠けがライカンスローピィ（ワーウルフ、ワーベアーなど）を支配する。マテラにはイモータルのみが居住している。彼らはパンディウスの街に居住し、そこで交流し、ミスタラを見守っている。パテラ（あるいはその住人達にとってはミョーシマ）は透明な月であり、ミスタラから見ることはできない。パテラの住人達は中世日本に似た文化を持っている。

## ブラックムーア
ミスタラもまた（グレイホークのように）、この世界の遠い過去に配することによりブラックムーア設定を取り込んでいる。ブラックムーアは封建的な王国から、ますます強力な（そして破壊的な）科学技術を使用して、非常に高度な文明に発展した。それは総じてこの惑星の気候と地形を変えたほどの黙示録的爆発による大破壊で、自分自身を滅亡させた。

## ミスタラのコンピュータゲーム
ミスタラに設定されているコンピュータゲームはカプコンのアーケード版ベルトスクロールRPGのダンジョンズ&ドラゴンズ タワーオブドゥーム（1993年）とダンジョンズ&ドラゴンズ シャドーオーバーミスタラ（1996年）が挙げられる。
他のミスタラのビデオゲームは、Dungeons & Dragons: Warriors of the Eternal Sun（セガジェネシス、1992年）、Fantasy Empires（PC、1993年）、Order of the Griffon（ターボグラフィックス16、1992年）がある。

## 小説
- ダーク・ナイト・オブ・カラメイコス （1995年10月）、ティモシー・ブラウン著、（ISBN 0-7869-0307-4）
- ザ・ブラック・ベッセル （1996年8月）、モーリス・シモン著、（ISBN 0-7869-0507-7）

### ファースト・クエスト
- ローグス・トゥ・リッチェズ （1995年2月）、J・ロバート・キング著（ISBN 1-56076-825-8）[2]
- サン・オブ・ドーン （1995年5月)、ディクシー・リー・マッキーオン著、（ISBN 1-56076-884-3）

### ドラゴンロード・クロニクルズ
- ドラゴンロード・オブ・ミスタラ （1994年7月）、ソラリン・グンナーソン著、（ISBN 1-56076-906-8）
- ドラゴンキング・オブ・ミスタラ  （1995年7月）、ソラリン・グンナーソン著、（ISBN 0-7869-0153-5）
- ドラゴンメイジ・オブ・ミスタラ  （1996年4月）、ソラリン・グンナーソン著、（ISBN 0-7869-0488-7）

### ペンハリゴン・トリロジー
- ザ・テインテッド・ソード （1992年10月）、D・J・ハインリヒ著、（ISBN 1-56076-395-7）
- ザ・ドラゴンズ・トゥーム  （1993年4月）、D・J・ハインリヒ著、（ISBN 1-56076-592-5）
- ザ・フォール・オブ・マジック  （1993年10月）、D・J・ハインリヒ著、（ISBN 1-56076-663-8）